# 澳門大學免費接駁巴士
澳門大學免費接駁巴士是澳門一條已取消的路線，由新福利和澳巴聯營，往返新世紀酒店和澳門大學。

## 簡介及歷史
澳門大學免費接駁巴士於2003年5月3日創辦。同日起，原來途經澳門大學站之22、28A、30、33路線不再駛上澳門大學站，本路線目的就是作為一個補充服務。
兩巴又稱本線為新世紀酒店↔澳門大學免費接駁專線，新福利內部編號為99路線。
2010年5月15日，由於徐日昇寅公馬路工程令11路線不能行經徐日昇寅公馬路和澳門大學站，因此，為方便受停用巴士站影響的乘客，澳門大學免費接駁巴士延伸行駛氹仔東北馬路。。

## 使用車輛
- 澳門新福利：三菱Rosa
- 澳巴：豐田Coaster

## 路線資料

### 收費
免費

### 服務時間
- 本線由新福利及澳巴聯合營運（每月1日-15日由新福利派車，16日-31日由澳巴派車）
- 只於星期一至六服務，公眾假期及8月份停開。
- 新世紀酒店巴士站：08:00-20:00，約4-10分鐘開出一班

### 路線停站
| 去程         | 澳門大學站←→新世紀酒店站 | 回程 |
| ------------ | ------------------------ | ---- |
| 新世紀酒店站 |                          |      |
| ↓            | 徐日昇寅公馬路           | ↑    |
| 澳門大學站   |                          |      |

## 外部連結
- 澳門新福利公共汽車有限公司（官方網站） （页面存档备份，存于）